# Michael Balzary
Michael Peter Balzary med kunstnernavnet Flea (født 16. oktober 1962 i Melbourne, Australien), er en australsk bassist i bandet Red Hot Chili Peppers. 
Udover at være bassist, spiller Michael Balzary også trompet. Dette gjorde han hele sin barndom, inden den daværende Red Hot Chili Peppers-guitarist, Hillel Slovak, introducerede ham for bassen i deres high school-år. Udover Red Hot Chili Peppers har Flea spillet med Joshua Redman, The Mars Volta, Jane's Addiction, Thom Yorke og Alanis Morissette og en del andre kunstnere.
Flea er meget kendt for sin slapteknik på bassen, som han mestrer til fulde.[kilde mangler] På den måde er han en ret anderledes bassist. Specielt tilbage i de tidlige 80'ere – da Red Hot Chili Peppers spillede mere funk/punk, end de gør den dag i dag – udøvede han denne teknik.
Udover musikken har Flea også spillet med i flere spillefilm. Han kan blandt andet ses i The Big Lebowski, Tilbage til fremtiden II og My Own Private Idaho. Han optræder også som hippie, der slikker LSD af Johnny Depps ærme i filmen Fear and Loathing in Las Vegas

## Filmografi
- Baby Driver  (2017)